# Marasmodes undulata
Marasmodes undulata là một loài thực vật có hoa trong họ Cúc. Loài này được Compton mô tả khoa học đầu tiên năm 1946.